# 喬皮爾基
49°58′38″N 31°53′11″E / 49.97722°N 31.88639°E
喬皮爾基（烏克蘭語：Чопилки）是位於烏克蘭北部的村莊，由基辅州鲍里斯皮尔区的塔尚市鎮負責管轄。該村面積2.06平方公里，2001年人口233，人口密度每平方公里113.1人。